# Grenville (Dakota del Sud)
Grenville è un comune degli Stati Uniti d'America, situato in Dakota del Sud, nella contea di Day.